# هووارد هولمفیورد لورنتزن
هووارد هولمفیورد لورنتزن (انگلیسی: Håvard Holmefjord Lorentzen؛ زادهٔ ۲ اکتبر ۱۹۹۲) اسکیت‌باز سرعت اهل نروژ است.